# Mario Casariego y Acevedo
Mario Casariego y Acevedo, né le 13 février 1909 à  Figueres de Castropol (Espagne) et mort le 15 juin 1983 à Guatemala, est un cardinal espagnol, archevêque de Guatemala de 1964 à sa mort.

## Biographie

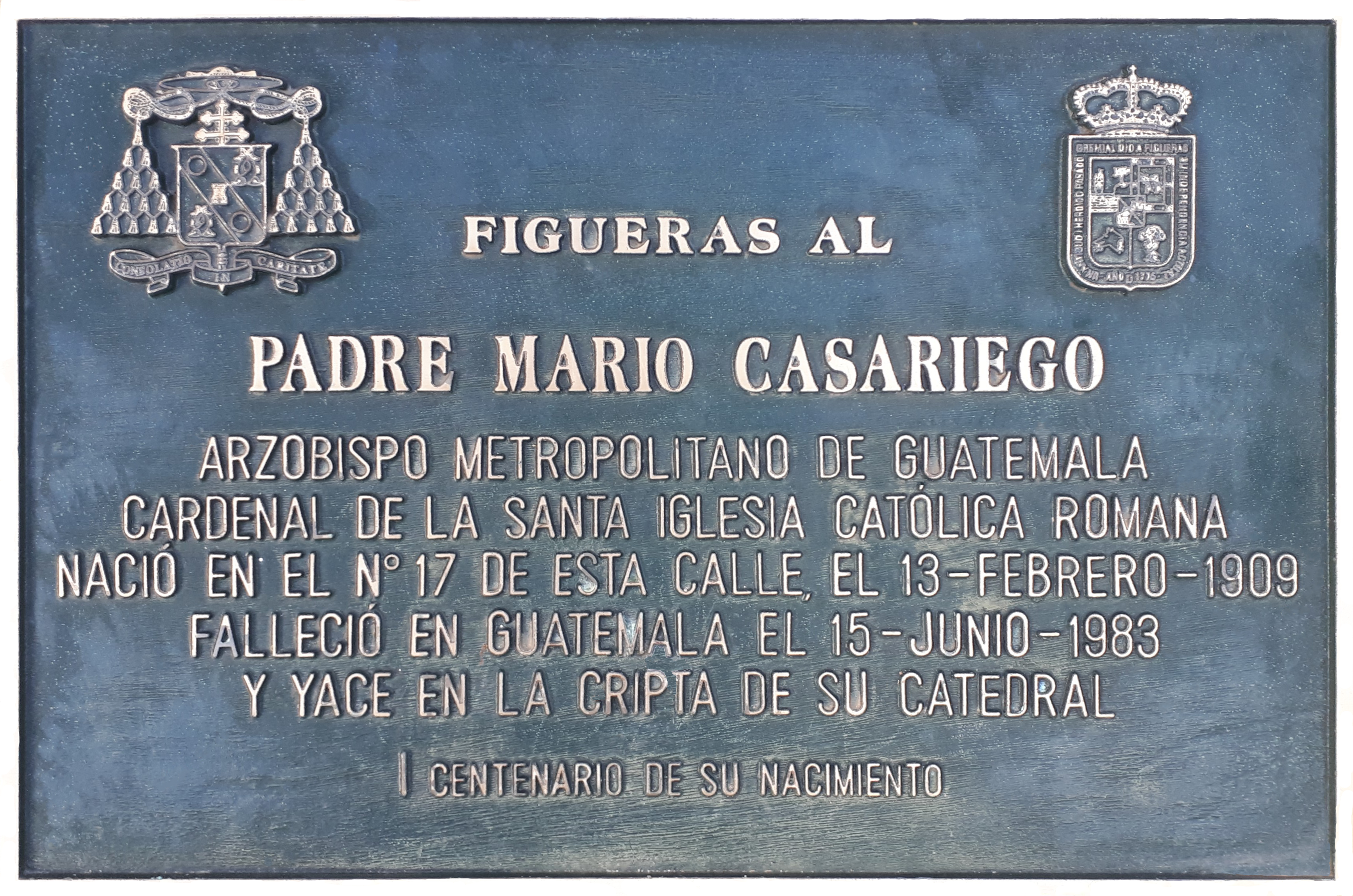
Figueras.

### Prêtre
Mario Casariego y Acevedo est ordonné prêtre le 19 juillet 1936 pour l'ordre des Pères de Somasca.

### Évêque
Nommé évêque auxiliaire de Guatemala le 15 novembre 1958 avec le titre d'évêque in partibus de Pudentiana (de), il est consacré le 27 décembre suivant par le pape Jean XXIII en personne, peu après son élection.
Le 12 novembre 1963, il devient archevêque coadjuteur de Guatemala, avec le titre d'archevêque in partibus de Pergé (de), avant d'en devenir archevêque titulaire le 12 décembre 1964.

### Cardinal
Il est créé cardinal par le pape Paul VI lors du consistoire du 28 avril 1969 avec le titre de cardinal-prêtre de S. Maria in Aquiro.

## Succession apostolique
Mario Casariego y Acevedo a ordonné les évêques suivants :
- Évêque Eduardo Ernesto Fuentes Duarte (de) (1980)